# Verkehrsverhalten
Verkehrsverhalten ist ein Fachbegriff der Verkehrswissenschaften. Er bezeichnet den praktischen Umgang der Menschen miteinander im Verkehrsleben. Dieser muss technisch erlernt und unter sozialethischen Gesichtspunkten zur Anwendung kommen. In einem weiteren Sinn umfasst Verkehrsverhalten auch die Art des Verkehrens und die Wahl der Verkehrsmittel.

## Begriff und Aufgaben
Das Verkehrsverhalten gestaltet und charakterisiert die Qualität der menschlichen Verkehrsbegegnungen. Es ist verantwortlich für die Sicherheit und das verträgliche Miteinander der Verkehrsteilnehmer. Im Bereich der Verkehrswissenschaften befassen sich so unterschiedliche Disziplinen mit ihm wie die Verkehrsgeografie, die Verkehrspsychologie, die Verkehrspädagogik oder das Verkehrsrecht mit der Straßenverkehrsordnung:
Die Verkehrsgeografie betrachtet das menschliche Verhalten als Bewegung in räumlichen Dimensionen und im Hinblick auf die Verkehrsmittelwahl: „Beim Verkehrsverhalten geht es um die zweckrationale und/oder sozialpsychologische Erklärung individueller Entscheidungen und Verhaltensweisen zur Ortsveränderung (Mobilität). Diese hängen ab von der jeweils beabsichtigten Aktivität (Verkehrszweck), von den im individuellen Aktionsraum vorhandenen bzw. wahrgenommenen Möglichkeiten zu deren Ausübung (räumliche Gelegenheiten), von der Mittelausstattung der Person (finanziell und sachlich, z. B. Pkw-Verfügbarkeit) und der gegebenen Raumstruktur (z. B. ÖPNV-Angebot). Im Mittelpunkt der Verkehrsverhaltensforschung stehen die objektiven und subjektiven Bestimmungsgründe der Verkehrsmittelwahl.“
Die Bedeutung des Verkehrsverhaltens für das Verkehrsleben und den sich in ihm bewegenden Menschen zu analysieren gehört zu den zentralen Aufgaben der Verkehrspsychologie. So formuliert der Verkehrspsychologe Herbert Gstalter: „Arbeitsgebiet des Verkehrspsychologen ist Beschreibung, Erklärung, Vorhersage und gegebenenfalls Änderung menschlichen Verkehrsverhaltens.“
Mit der technischen Entwicklung und sozialethischen Ausgestaltung des Verhaltens befasst sich die Verkehrspädagogik. Der Didaktiker Siegbert A. Warwitz umschreibt als didaktischen Zielbereich: „Unter Verkehrsverhalten verstehe ich die praktische Anwendung der Leistungspotentiale im Verkehr. Im Verkehrsverhalten äußert sich die Qualität des entwickelten Verkehrsgefühls, Verkehrssinns, der Verkehrsintelligenz.“
In den Kompetenzbereich von Verkehrsrecht und Polizei fällt die Vorgabe von Verhaltensmaximen, ihre Kontrolle, Durchsetzung und die Sanktionierung von Fehlverhalten. Die Bestimmungen dazu hat der Gesetzgeber als allgemeine „Grundregel“ gleich an den Anfang der Straßenverkehrsordnung (StVO) der Bundesrepublik Deutschland gesetzt: „(1) Die Teilnahme am Straßenverkehr erfordert ständige Vorsicht und gegenseitige Rücksicht. (2) Wer am Verkehr teilnimmt, hat sich so zu verhalten, dass kein anderer geschädigt, gefährdet oder mehr, als nach den Umständen unvermeidbar, behindert oder belästigt wird.“

## Bedeutung
Regelkonformes Verhalten ist die Grundlage für das sichere Bewegen in den gemeinsamen Verkehrsräumen. Es wird von jedem Verkehrsteilnehmer verpflichtend eingefordert und bei Nichtbeachten gegebenenfalls geahndet. Hinzu kommen nicht regelfixierte Forderungen ethischer Art, die der  Verständigungen im Verkehr dienen, den Umgang erleichtern, Aggressionen vermeiden helfen und insgesamt zu einem friedfertigen partnerschaftlichen Miteinander im Verkehr beitragen sollen. Hierzu zählen etwa der Blickkontakt, die Zeichenverständigung, Verzicht auf Vorrechte, Nachsicht bei Ungeschicklichkeiten und Unsicherheiten von schwächeren Verkehrspartnern, defensives Fahren und weitere nicht ausdrücklich gesetzlich fixierte Verhaltensnormen. Die Verkehrserziehung lehrt die Anwendung der sogenannten „vier Sichtweisen“ Vorsicht, Umsicht, Rücksicht und Nachsicht als die bedeutendsten Elemente einer verantwortungsbewussten Verkehrsteilnahme.

## Lernprozess
Verkehrstüchtigkeit ist nicht angeboren, sondern muss in fortschreitenden Lernprozessen allmählich erworben werden. Der Bildungsauftrag ist, sie entsprechend der Entwicklung des Heranwachsenden und seiner zunehmend anspruchsvolleren Verkehrsbeteiligung zu gestalten. Dazu ist es notwendig, zunächst zu einem verkehrskompetenten Fußgänger heranzureifen, bevor die schwierigere Aufgabe der Verkehrsteilnahme als Radfahrer oder gar als Kraftfahrzeugführer angegangen wird. Außer dem Erwerb der speziellen technischen Fertigkeiten ist für den Gewinn der Verkehrsreife auch ein Sozialisierungsprozess in Form der Ausbildung und Übung sozialer Kompetenzen erforderlich. Die systematische Qualifikation für eine sicherheitsrelevante und partnerbezogene Teilnahme am Verkehr erfolgt über drei Lernstufen, deren Erfolg sich an dem aus ihnen jeweils erwachsenden Verkehrsverhalten messen lässt: „Der Lernzielkomplex ergibt sich aus den Komponenten Verkehrsgefühl, Verkehrssinn oder Verkehrsinstinkt, Verkehrsintelligenz und Verkehrsverhalten. Diese vier Kategorien bestimmen auch den systematischen Aufbau der Verkehrserziehung.“
Der Vorschulpädagoge Roland Gorges fordert, dass systematische Verkehrserziehung bereits im Kindergarten beginnen müsse, und wissenschaftliche Studien haben die Berechtigung dieser Forderung und die Erfolgsaussichten dieses frühzeitigen Ansatzes verifiziert.

## Fehlverhalten
Mangelhafte Verkehrsdisziplin beeinträchtigt die eigene Sicherheit und die der anderen Verkehrsteilnehmer. Sie erhöht die Gefahr von Unfällen und entsprechenden personellen und sachlichen Schädigungen. Fehlverhalten im Verkehr wird daher als ethisch verwerflich angesehen, wenn es nicht nur aus Nachlässigkeit oder menschlicher Unzulänglichkeit  resultiert, sondern auf Vorteildenken oder Suche nach dem Nervenkitzel basiert. Ein solches wird regelmäßig unterstellt, wenn Verkehrsrowdys  wie Raser im Verkehr unterwegs sind. Das Ausmaß an Verkehrsdelinquenz wird in den Publikationsorganen teilweise mit drastischen Worten beschrieben. Um Fehlverhalten im Verkehr im Sinne aller Verkehrsteilnehmer möglichst gering zu halten, werden stichprobenweise polizeiliche Kontrollen im öffentlichen Raum vorgenommen und Verkehrssünder gegebenenfalls mit Verkehrsstrafen belegt oder ganz aus dem Verkehr gezogen: „Polizeibeamte dürfen Verkehrsteilnehmer zur Verkehrskontrolle einschließlich der Kontrolle der Verkehrstüchtigkeit und zu Verkehrserhebungen anhalten. […]. Die Verkehrsteilnehmer haben die Anweisungen der Polizeibeamten zu befolgen.“